# Йован-Инован, Сония
Сония Йован (рум. Sonia Iovan; 29 сентября 1935, Клуж-Напока — 5 сентября 2024, La Chapelle-de-Brain, Франция) — румынская гимнастка, призёр Олимпийских игр. В результате замужества носила также фамилию Инован (рум. Inovan).
Родилась в 1935 году в Клуже. В 1956 году она в составе команды стала обладательницей бронзовой медали Олимпийских игр в Мельбурне. В 1957 году завоевала серебряную и две бронзовые медали чемпионата Европы. В 1958 году в составе команды стала обладательницей бронзовой медали чемпионата мира. В 1959 году завоевала серебряную и бронзовую медали чемпионата Европы. В 1960 году на Олимпийских играх в Риме стала обладательницей бронзовой медали в составе команды. В 1964 году на Олимпийских играх в Токио разделила 6-е место с командой.
Умерла 6 сентября 2024 года во Франции в возрасте 88 лет.